# 小行星4886
小行星4886（英語：4886 Kojima）是一颗围绕太阳公转的小行星。1981年3月1日，舒爾特·巴斯在赛丁泉山发现了此天体。
这颗小行星的绝对星等为141.34849等。